# Молдавская кухня

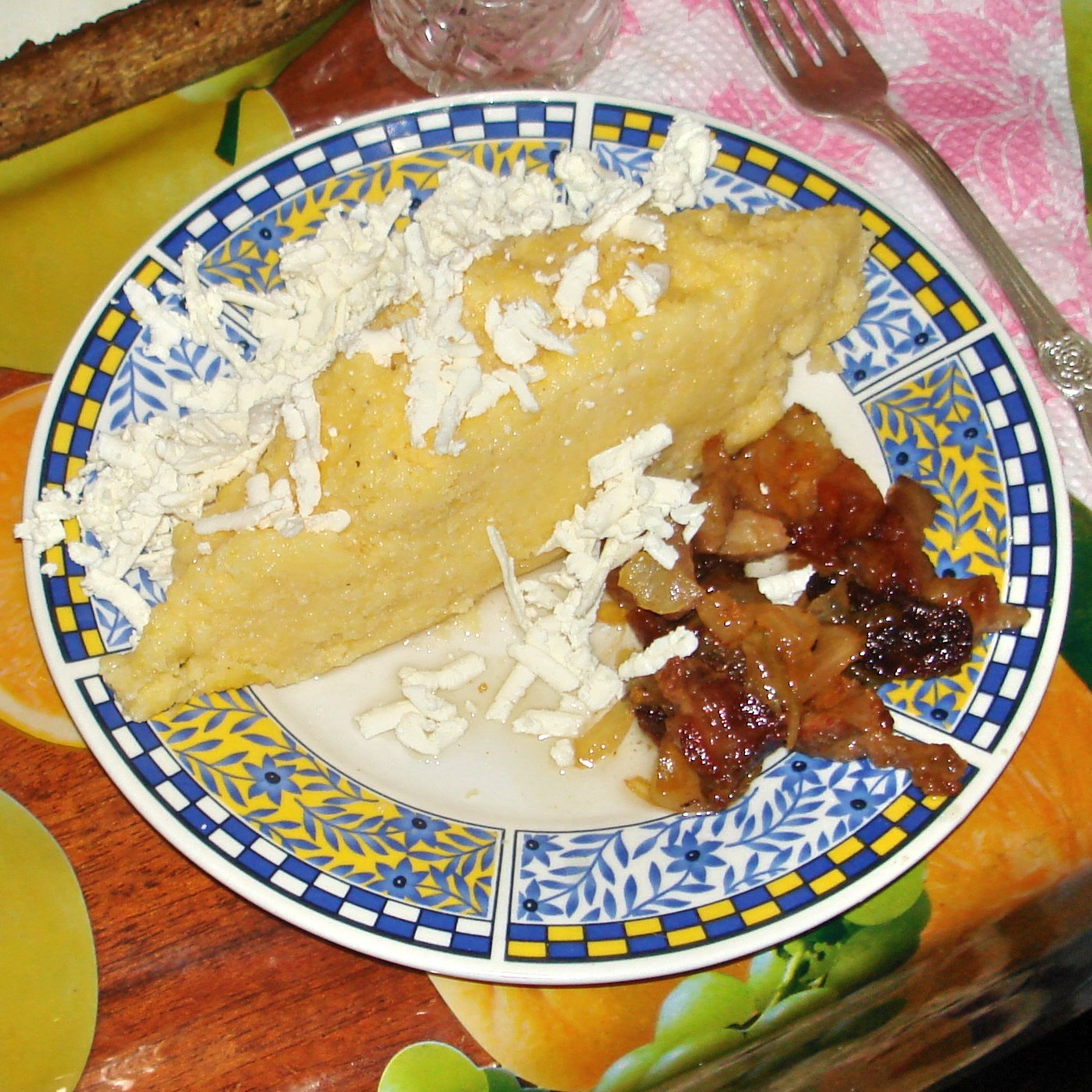
Мамалыга с брынзой и шкварками

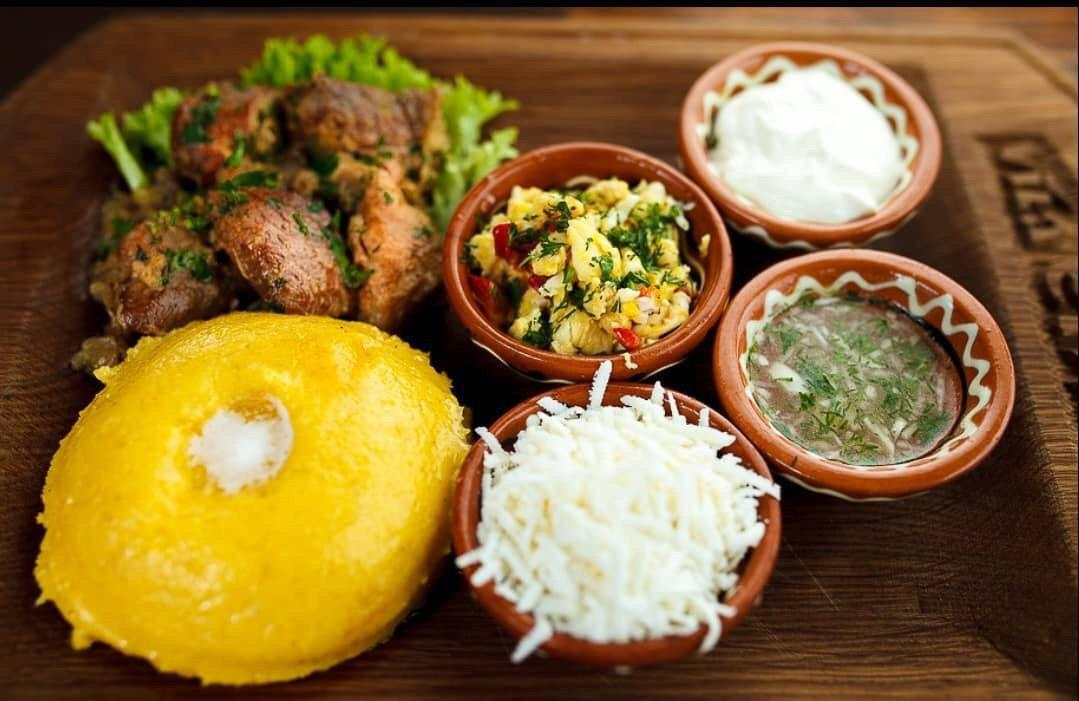
Традиционный молдавский стол с мамалыгой

Молда́вская ку́хня (рум. bucătăria moldovenească, букэтэрия молдовеняскэ) — национальная кухня молдаван. Молдова расположена в регионе богатых природных возможностей, где выращивают виноград, фрукты и разнообразные овощи. Также Молдавия — это страна овцеводства и птицеводства, что обусловливает богатство и разнообразие национальной кухни.
Молдавская кухня складывалась под влиянием греческой, турецкой, балканской, западноевропейской, а позднее — украинской и русской, а также еврейской и немецкой кухонь, тем не менее она отличается самобытностью.
Первую кулинарную книгу на румынском языке — «200 опробованных рецептов блюд, пирогов и других хозяйственных дел» — опубликовали в Молдове в 1841 году Костаке Негруцци и Михаил Когэлничану.

## Обзор

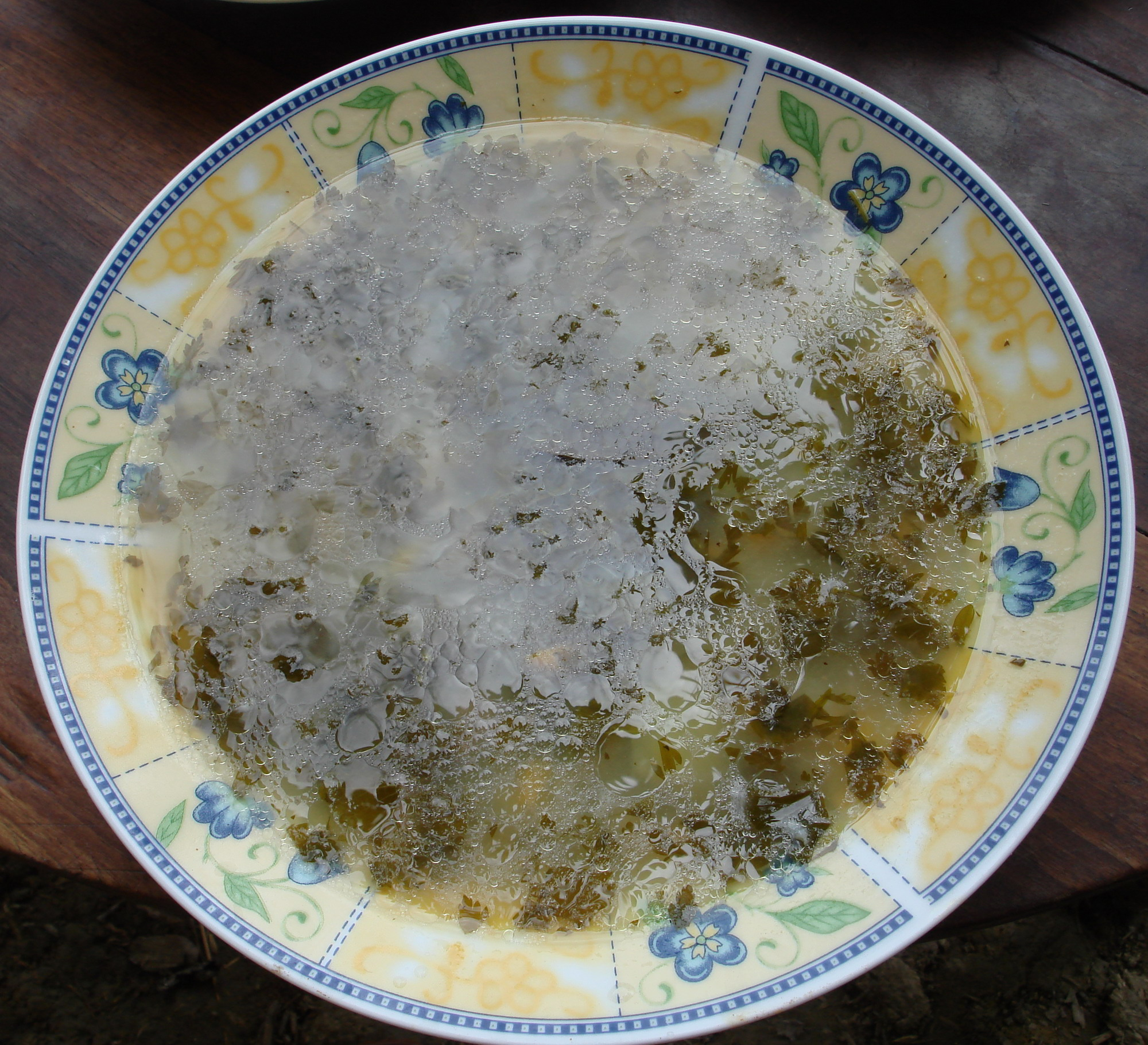
Зама из потрохов птицы

Наибольшее количество блюд готовят в Молдавии из овощей — их употребляют в свежем виде, варят, жарят, пекут, фаршируют, тушат, солят. Традиционными для неё являются блюда из кукурузы, фасоли, нута, овощей — баклажанов, кабачков, перцев, гогошаров, лука-порея, помидоров, белокочанной и цветной капусты, а также тыквы.

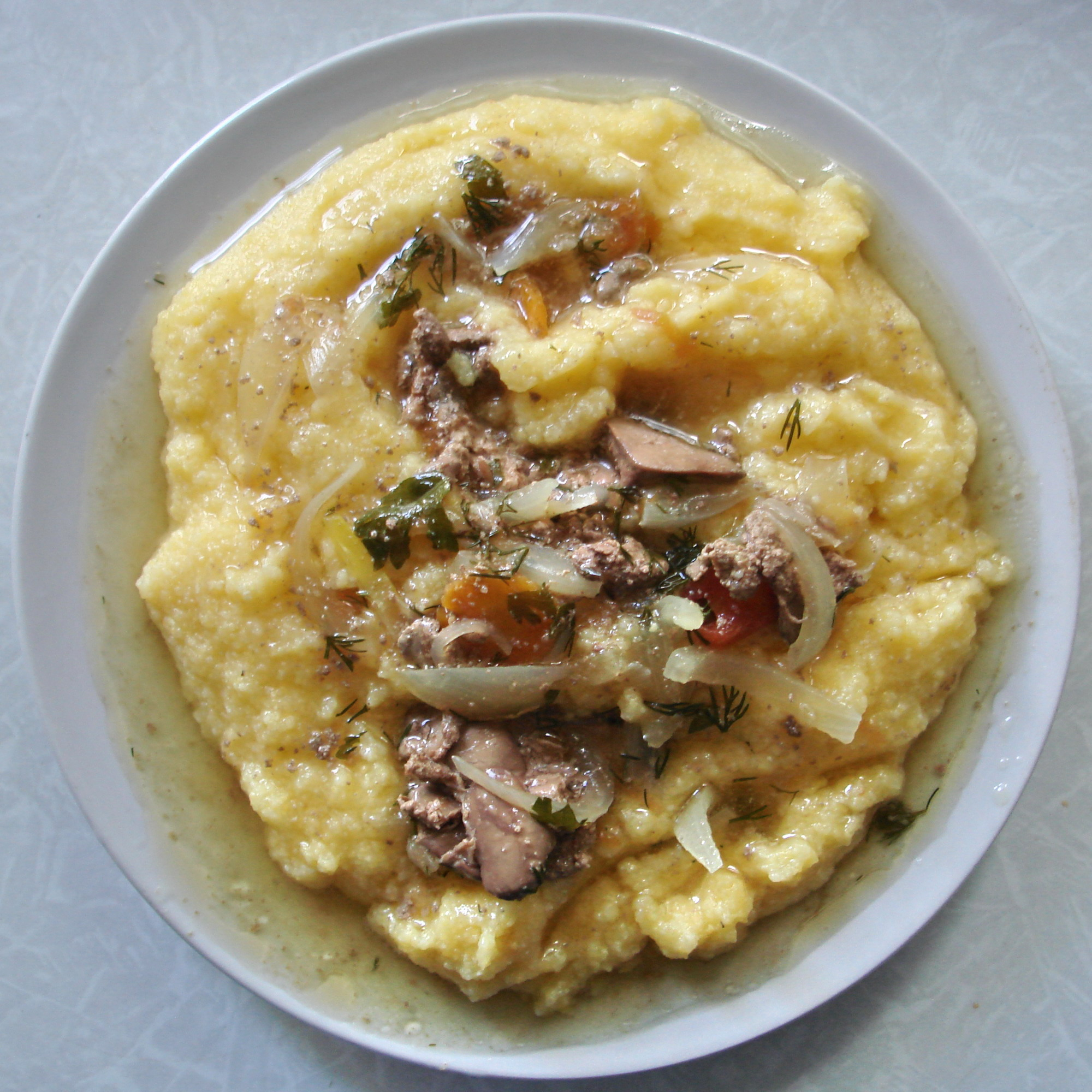
Кукурузная каша с куриной печенью

Из кукурузы изготавливают крупу, муку, хлопья, масло, безалкогольные напитки и т. д. Ещё в начале XVIII века из кукурузной муки и крупы в Молдавии готовили мамалыгу, супы, печёные изделия. Мамалыга представляет собой своеобразную кашу, нежную и приятную на вкус. Подают её со шкварками, сметаной, брынзой, молоком или сливками. Из мамалыги также делают кукурузные лепёшки, нарезая и поджаривая её на масле или на жире. В прошлом мамалыга в холодном виде часто заменяла хлеб, однако это было вызвано скорее необходимостью, чем традицией, так как в Молдавии издавна выпекался именно пшеничный хлеб. Исторически мамалыга была основной крестьянской пищей, но в последние десятилетия мамалыга приобрела статус высококачественного блюда и подаётся во многих ресторанах.
Фасоль используется для приготовления закусок, первых и вторых блюд. Овощи служат основой для разнообразных салатов, горячих вторых блюд и гарниров к рыбе и мясу. Сырые овощи чаще всего жарят, тушат, пекут, запекают, реже — отваривают. Традиционны для молдавской кухни фаршированные баклажаны, кабачки, перцы, помидоры. Их начиняют овощным, крупяно-овощным, мясо-овощным фаршем и запекают с добавлением соусов из сметаны, томатов, пряной зелени.

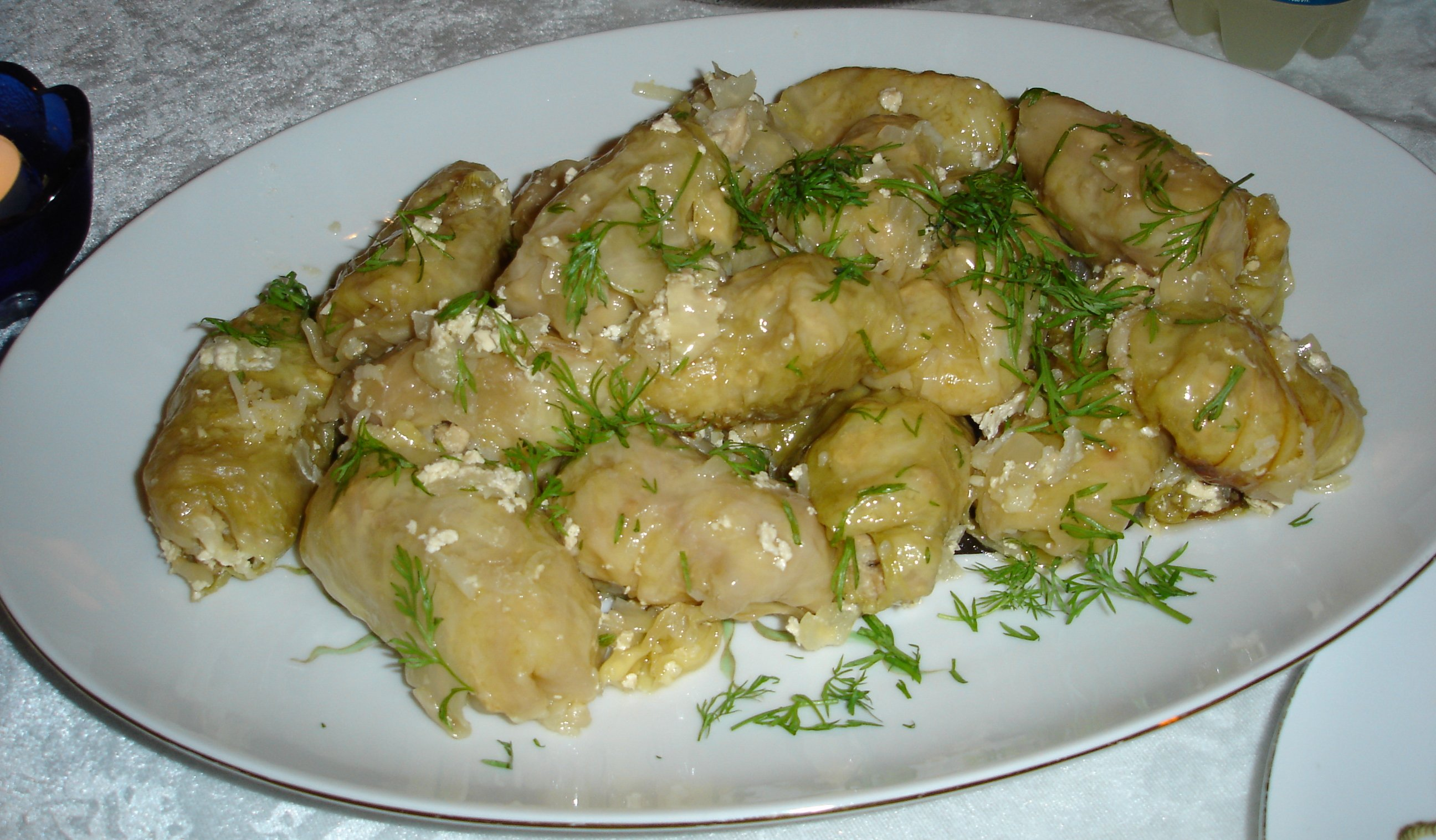
Сармале

Из пряных овощей и зелени в качестве приправы преимущественно используются лук-порей (молд. праж), сельдерей (молд. целинэ), чабрец (молд. чимбру), любисток (молд. леуштян), петрушка и укроп. В пищу добавляют и такие пряности, как чёрный и душистый перец, горький красный перец, кориандр, гвоздика, лавровый лист, мускатный орех и т. п. Широко употребляется чеснок, составляющий основу соусов муждей, скордоля, которыми заправляют рыбные, мясные, овощные блюда. Подают эти соусы и к мамалыге.

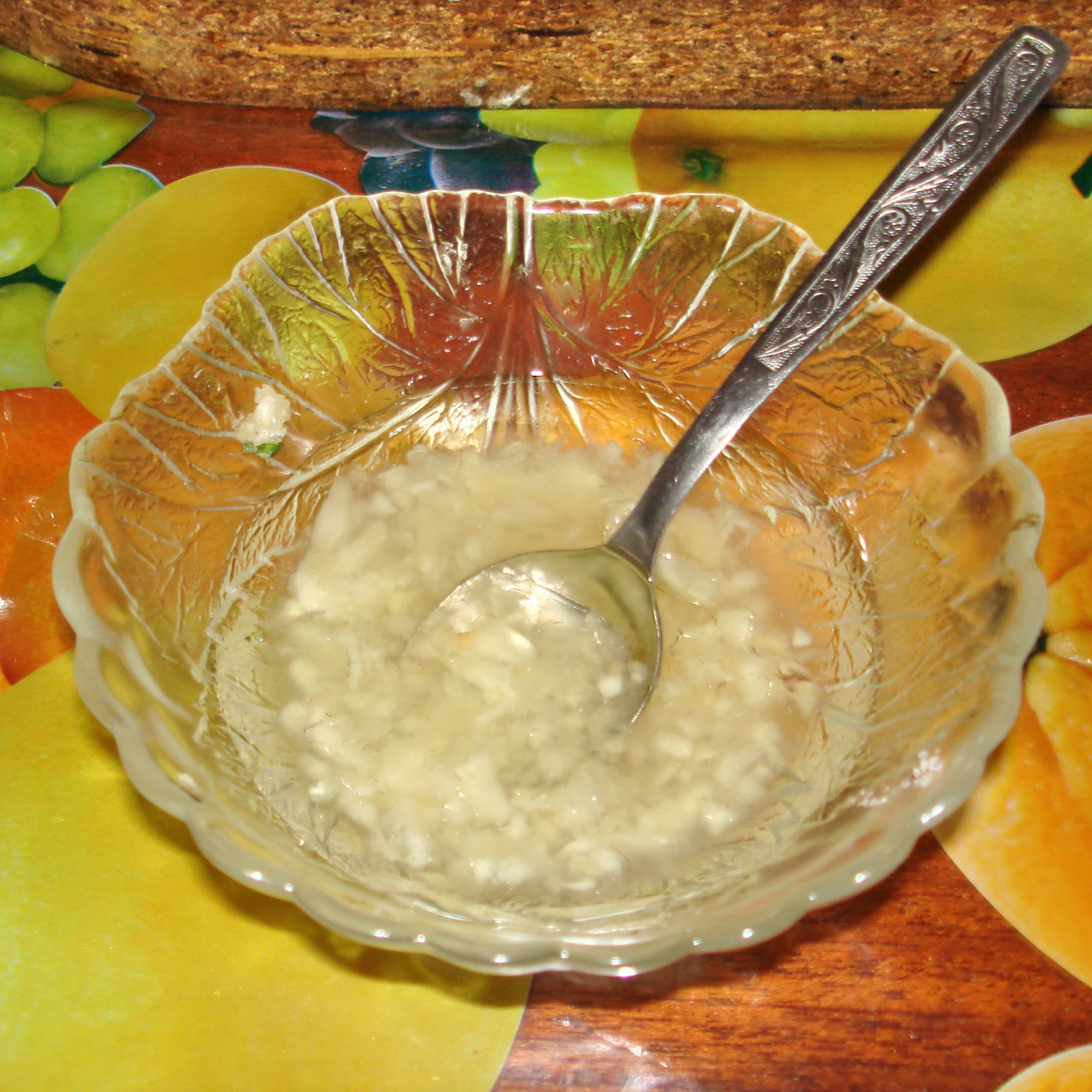
Муждей

Практически все овощи заготавливаются впрок. Их квасят, солят, консервируют.
Очень популярна в Молдавии брынза — рассольный сыр из овечьего молока. Употребляют её как в натуральном виде, так и качестве компонента овощных, мучных, яичных, рыбных и мясных блюд. Брынза является важной частью молдавской кухни ещё с XVII века, когда в Молдавском княжестве активно развивалось овцеводство.

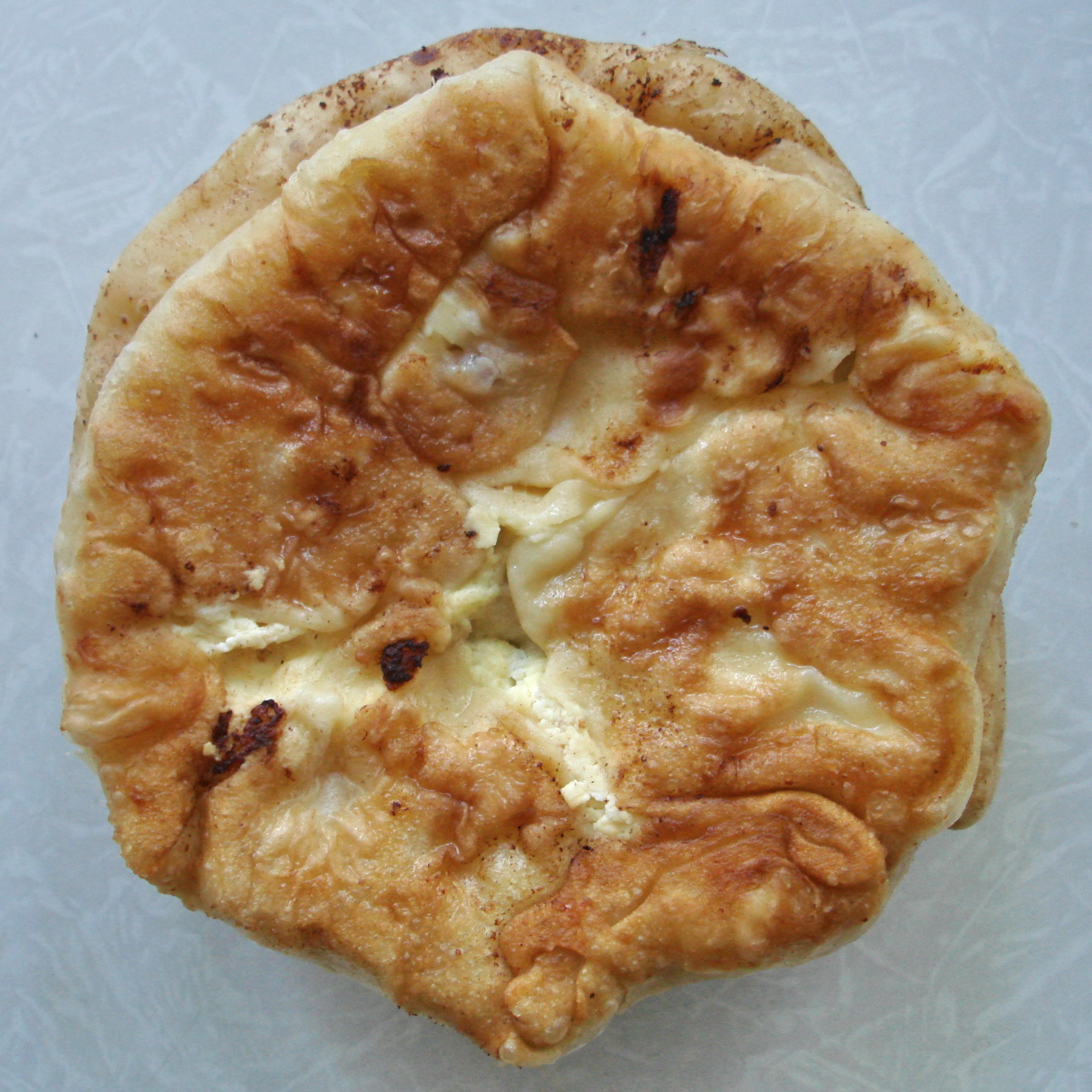
Плацинда с творогом

В молдавской кухне используются все виды мясных продуктов. Из баранины приготавливаются манджа, мусака, из говядины — паприкаш, мититеи, из свинины — мэнкэрика, токана, костица, токитура, кырнэцеи, из домашней птицы — яхния, зама. Мититеи по виду напоминают маленькие колбаски без оболочки. Они похожи на традиционное балканское блюдо чевапчичи. Национальные рыбные и мясные блюда готовятся на гратаре — железной решётке, расположенной над раскалённым древесным углём из бука, ореха, кизила. Продукты, особенно если они будут жариться в натуральном виде, предварительно выдерживают в маринаде.
Традиционными мучными изделиями являются вертуты и плацинды с фруктовой, овощной, сырной и ореховой начинкой. Плацинда напоминает плоскую лепёшку круглой и иногда квадратной формы, а вертута представляет собой рулет из тонкого теста, скрученный спиралью. Из заваренной горячим молоком кукурузной муки выпекают молдавский пирог малай.
В Молдавии произрастает множество видов фруктовых деревьев, и к столу принято подавать свежие фрукты — яблоки, груши, персики, абрикосы, вишни, виноград, грецкие орехи. Любимые национальные лакомства — нуга, желе (пелтя) из ягодных и фруктовых соков, халва (алвицэ), пирожные и печенье из песочного и слоёного теста.

## Закуски и холодные блюда

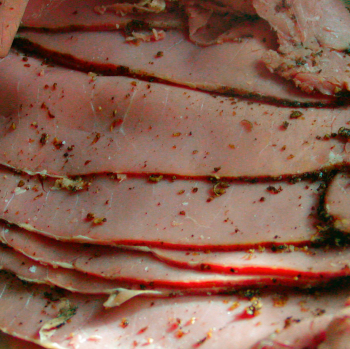
Пастрома

Богатый выбор всевозможных овощей, мясных, рыбных и молочных продуктов обусловливает большое разнообразие закусок в молдавской кухне. Наиболее популярны:
- протёртая фасоль с толчёным чесноком (молд. фасоле фэкэлуите),
- гогошары по-молдавски,
- жареный перец,
- фаршированные баклажаны,
- салаты из сырых и консервированных овощей.

Заправляются закуски растительным маслом, уксусом, сметаной, майонезом, соусами муждей, скордоля, маринадом. Для придания закускам пикантного вкуса и аромата используется пряная зелень — любисток, эстрагон, петрушка, укроп, сельдерей, мята, а также чеснок.
Из холодных закусок также распространены яйца, фаршированные грибами и куриной печенью, студень, мясные и рыбные рулеты.

## Первые блюда

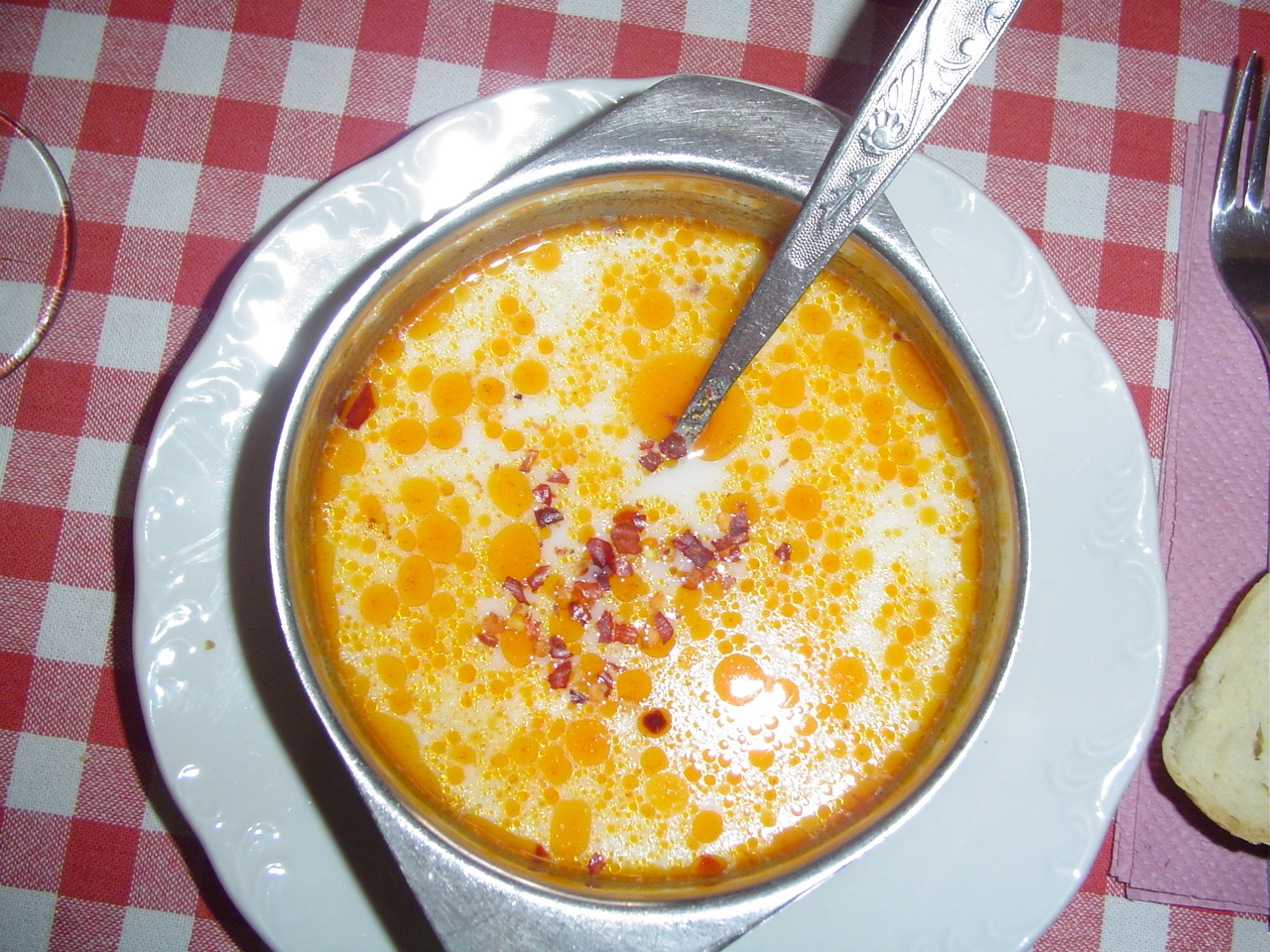
Чорба

Молдавские супы — чорбы и замы — готовят на овощных отварах, мясных и рыбных бульонах. Обязательный их компонент — прокипячённый кислый отрубной квас (борш). Вместо борша иногда используют лимонную кислоту, а в овощных чорбах — капустный рассол.
Молдавские первые блюда отличаются нежным кисловатым вкусом и приятным ароматом пряной зелени — чабреца, любистока, укропа, петрушки, эстрагона, сельдерея, мяты. Веточки зелени удаляют из супа за 5-7 минут до окончания варки.
Чорбы варят из различных продуктов, но в них обязательно добавляют овощи — помидоры, морковь, петрушку, сельдерей, репчатый лук или лук-порей. Заправляют такие супы мукой, смешанной со взбитым яйцом, или яично-сметанной болтушкой. Замы готовят только на курином бульоне или бульоне из потрохов. Заправляют яично-сметанной смесью. Распространены также рыбные и молочные супы, сырбушка.
К первым блюдам подают мамалыгу, плацинды, вертуты, пампушки.

## Вторые блюда
Для приготовления вторых блюд в молдавской кухне используют самые различные продукты, преимущественно — овощи, мясо, рыбу, брынзу, кукурузную крупу и муку, пшеничную муку, растительные и животные жиры.

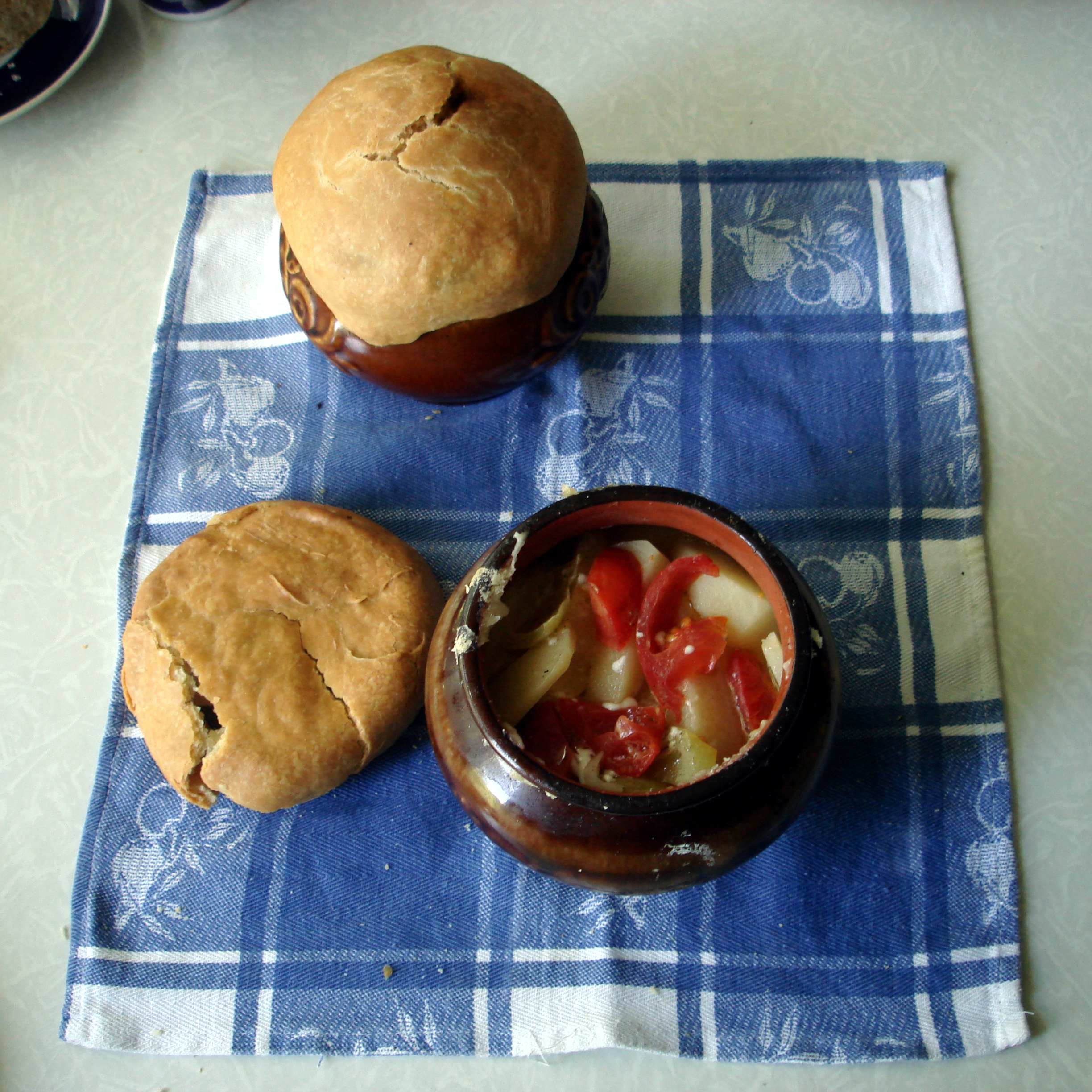
Жаркое с картофелем и помидорами, запечённое в горшочках

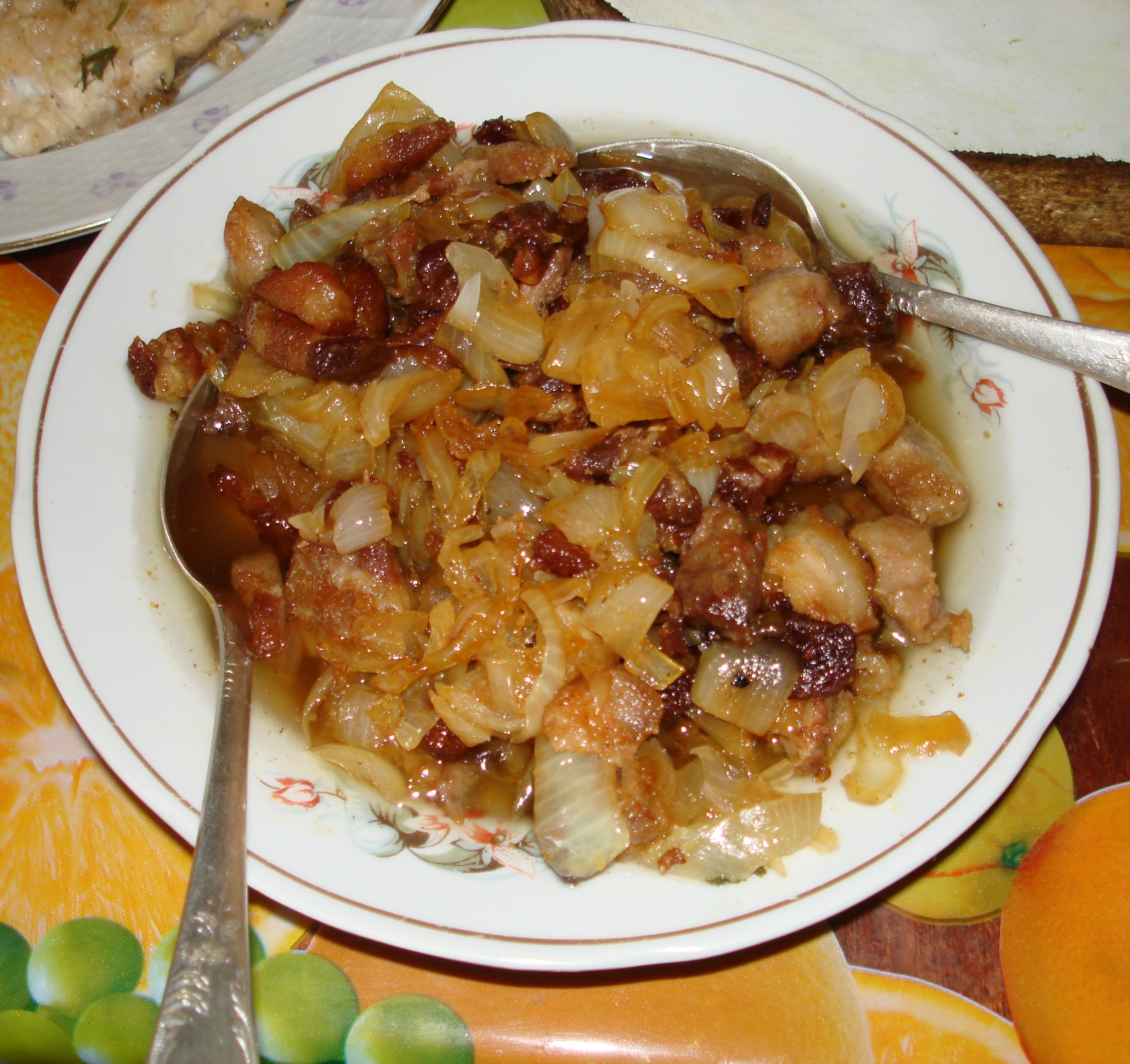
Шкварки

Мясные блюда готовятся обязательно в сочетании с овощами или фруктами. Особенно нежный вкус придают мясу при тушении помидоры и томатный сок, чернослив, айва, яблоки. Почти во все вторые блюда добавляются пряности и зелень — кориандр в семенах, чёрный и душистый перец, лавровый лист, любисток, чебрец, эстрагон, сельдерей, а также чеснок. Распространено также запекание в горшочках.
Мясо и рыбу жарят над углями, запекают и тушат. Распространены шницели, антрекоты, зразы, котлеты, жаркое, сармале (голубцы / налистники), тефтели. Часто готовятся блюда из домашней птицы, мяса кролика и зайца, блюда из субпродуктов (язык, мозги, печень, вымя).
Разнообразны вторые блюда из кукурузы, картофеля, цветной капусты, кабачков, различных круп и яиц. Готовятся разные виды плова.

## Мучные и кондитерские изделия

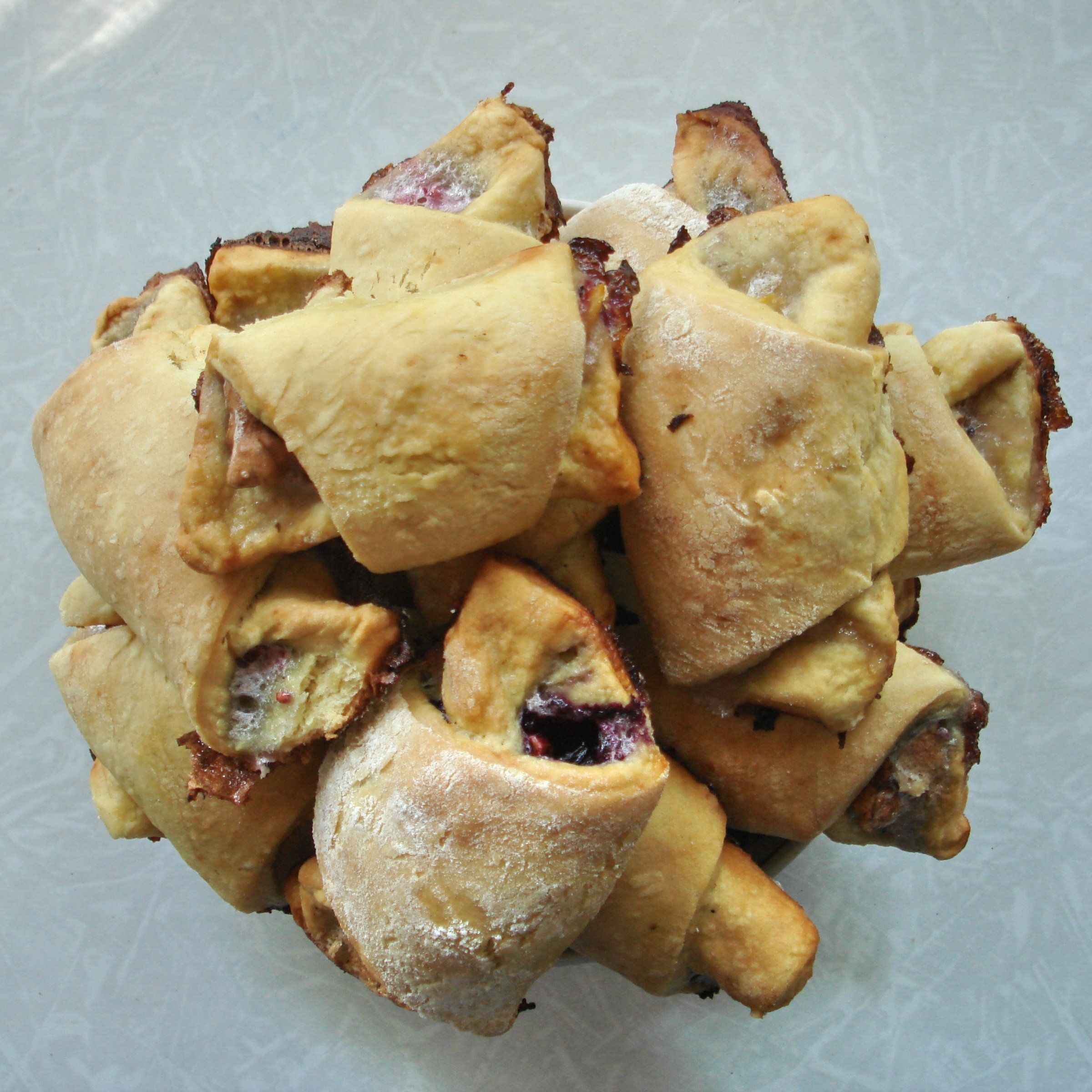
Рогалики с вареньем

Для приготовления мучных и кондитерских изделий в молдавской кухне используют не только пшеничную, но и кукурузную муку. В молдавской кухне широко распространены пироги, калачи, куличи, что обусловлено влиянием русской и украинской кухонь. Пироги пекутся с разной начинкой, традиционной же является начинка из брынзы, тыквы и орехов. С капустой делают молдавский пирог (или пирожки) вэрзэре. Особый вид пирога — круглая (иногда квадратная) плоская плацинда и кручёная вертута.

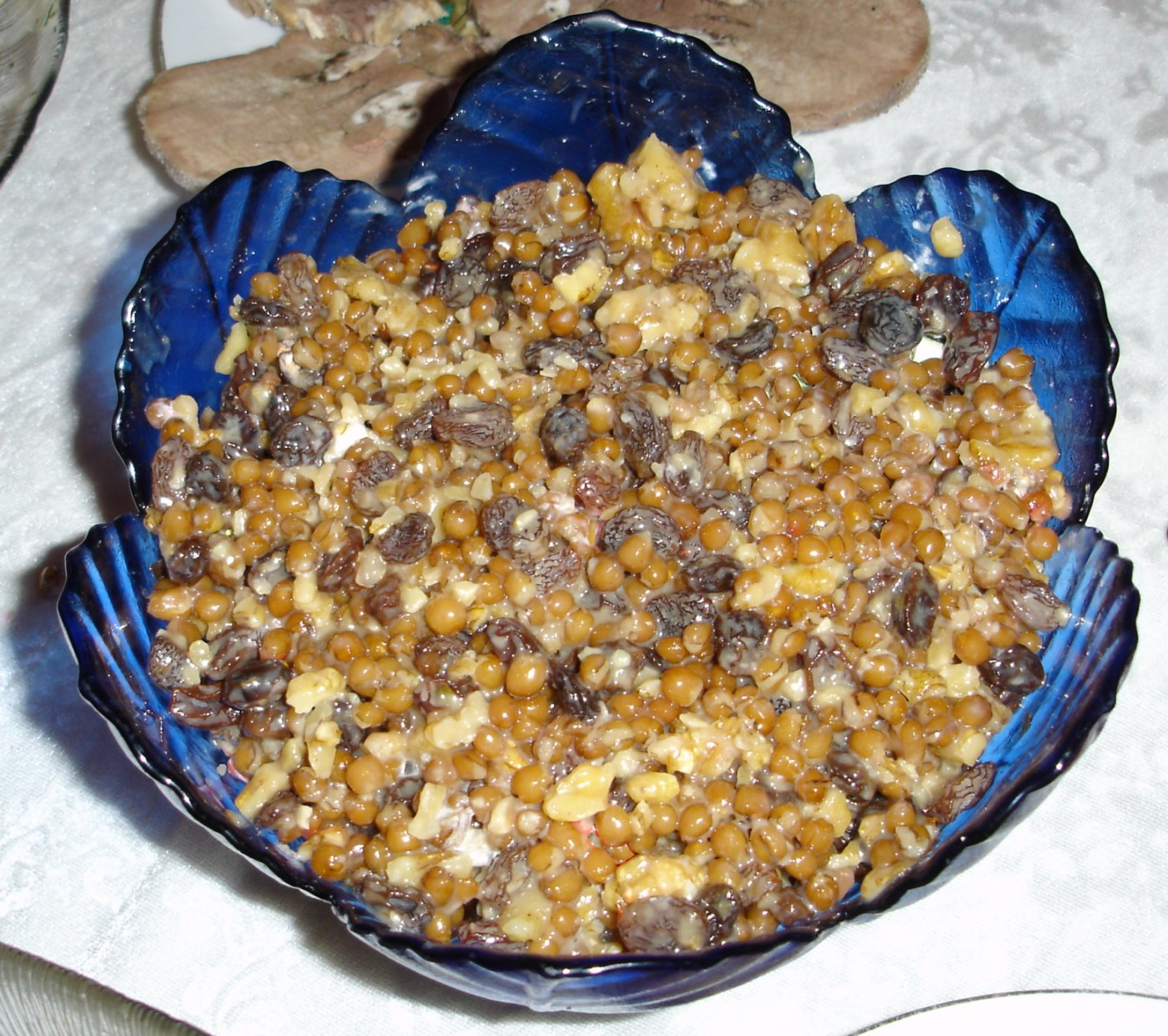
Кутья из зёрен пшеницы с изюмом

В современной молдавской кухне часты торты и пирожные, начинкой для которых служат обычно фрукты, джем, повидло, мармелад или заварной крем с орехами. Кроме этого готовят множество видов печенья и кексов, а также десерт под названием Баба Нягрэ.

## Сладкие блюда и напитки
Молдавский сладкий стол богат изделиями из фруктов — винограда, яблок, абрикосов, сливы, айвы, вишни. Их используют для приготовления компотов, соков, сиропов, киселей, желе. Фрукты применяются в отварном и запечённом видах.
Особенно популярны в Молдавии такие сладкие блюда, как нуга, шербет, халва (альвица), пастила из айвы (китоноагэ), зефир, суфле, гогошь, густой фруктово-ягодный сок (пелтя).

## Заимствованные блюда
Средневековое Молдавское княжество в течение долгого времени было вассалом Османской империи, что отразилось в том числе и на местной кухне. Так, турецкому влиянию молдавская кухня обязана склонностью к использованию баранины и названиями многих блюд, схожих у всех балканских народов: гивеч, мусака, манджа, чорба и др. Благодаря туркам в Молдавии распространились специальные очаги (молд. купторь) для приготовления пищи. Такими восточными лакомствами, как халва (молд. альвица) и ореховая нуга, молдаване также обязаны туркам.
Во времена Российской империи, а позднее в советское время в молдавскую кухню были добавлены блюда, популярные в то время во всей стране: салат оливье, винегрет, борщ,
блины, драники, вареники, сырники, пельмени и многие другие. Эти блюда до сих пор являются постоянным элементом молдавского стола.

## Вина

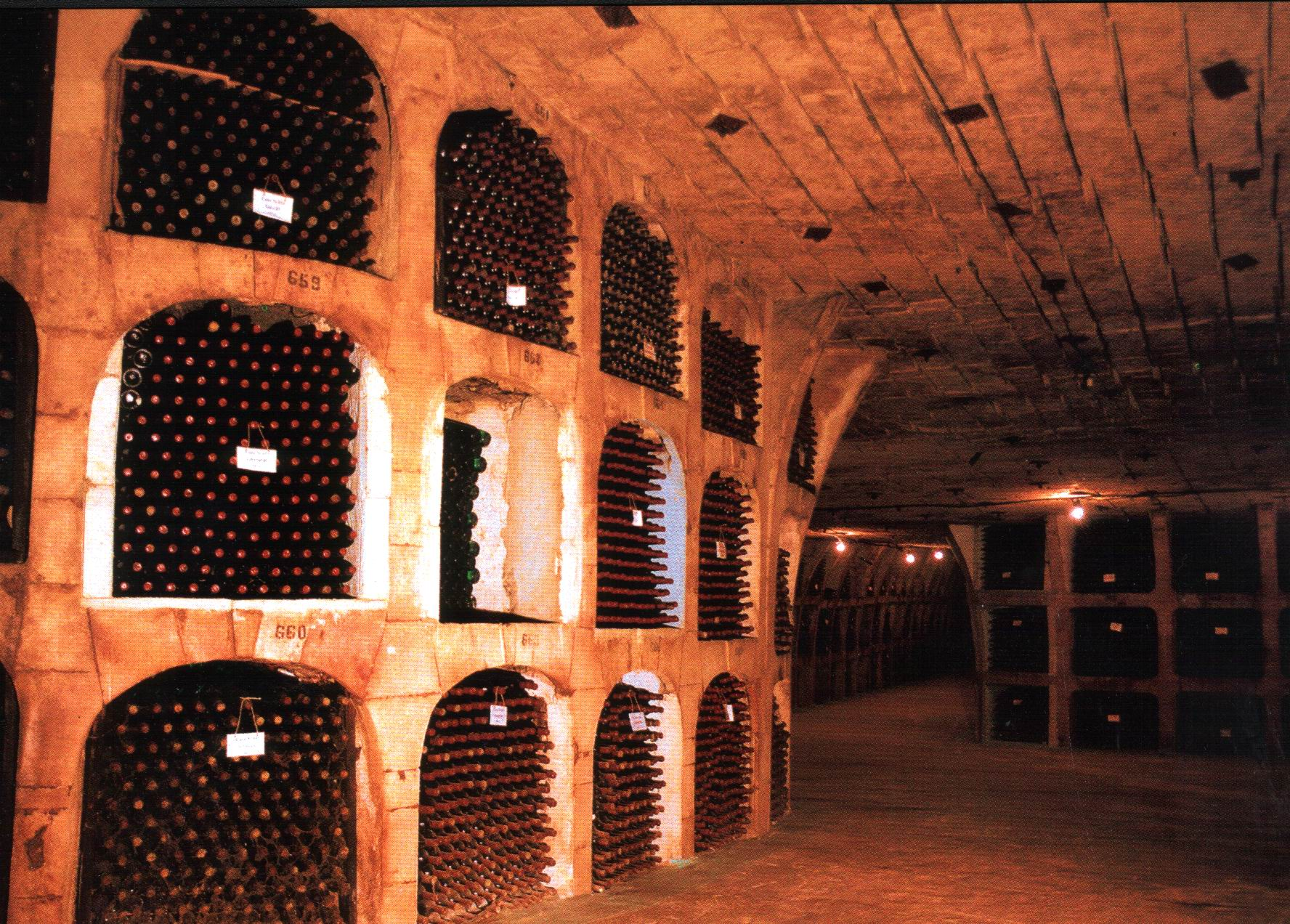
Винный погреб в Малых Милештах

Неотъемлемым атрибутом молдавской кухни является местное вино. Винная индустрия Молдавии хорошо развита. Кроме множества марок вин от крупных производителей к столу часто подаётся домашнее вино. Много семей имеют свои собственные рецепты и сорта винограда, которые передаются из поколения в поколение. Из местных сортов винограда известны Фетяска Албэ, Фетяска Регалэ, Рара Нягрэ, из крепких ординарных вин — Лучафэр, Херес, Буджакское, Букет Молдавии.
Блюда из баранины обычно подают с белым или красным вином, к говядине и птице подается белое вино. Тяжелые и острые мясные блюда сочетаются на молдавском столе с крепкими спиртными напитками. Если главным блюдом является мамалыга и с брынзой, тогда обычно подаётся купажное красное вино. Блюда из овощей сопровождаются лёгкими розовыми и белыми винами. К сладкому столу принято подавать херес. Праздничные столы традиционно не обходятся без кагора, который подается с кутьёй, куличами и плациндами. Дивин — молдавский аналог коньяка — также часто украшает праздничный стол. Вино в молдавской кухне используется и для приготовления таких кондитерских изделий, как торты, пирожные, печенья.

## Почтовые марки
В 2014 году Почта Молдовы запустила в обращение марки с изображением национальных блюд.